# Angelika Cichocka
Angelika Cichocka (Kartuzy, 15 maart 1988) is een Pools atlete, die gespecialiseerd is in de middenafstand.

## Loopbaan
In 2014 liep Cichocka tijdens de wereldindoorkampioenschappen in Sopot op de 800 m naar een zilveren medaille. Het jaar erna werd het vervolgens opnieuw zilver op de Europese indoorkampioenschappen in Praag, waar zij op de 1500 m achter de Nederlandse Sifan Hassan in 4.10,53 als tweede eindigde.
In 2016 werd Cichocka Europees kampioene op de 1500 m. Datzelfde jaar nam ze ook deel aan de Olympische Spelen in Rio de Janeiro, zowel op de 800 m als op de 1500 m. 
- World Athletics: 14293508
- Virtual International Authority File: 7048147967370284200000